# Viikinsaari
Viikinsaari är en ö i Pyhäjärvi sjö i Finland. Båtresan till ön tar 20 minuter och båten avgår från Laukontori. Det finns badstränder, spelplaner, lekplatser, grillar samt en strandbastu på ön.